# José María Setién
José María Setién Alberro (Hernani, 18 de março de 1928 – San Sebastián, 10 de julho de 2018) foi um sacerdote espanhol Católico Romano prelado. 

## Carreira
Ele foi bispo auxiliar de San Sebastián, entre 1972 e 1979, e o bispo, entre 1979 e 2000.
Ele morreu em 10 de julho de 2018, depois de sofrer um ictus em 90 anos.